# Иктидозухоиды
Иктидозухоиды (лат. Ictidosuchoides) — род тероцефалов верхней перми — нижнего триаса Южной Африки. Описан Р. Брумом в 1931 году.

## Описание
Иктидозухоиды были некрупными тероцефалами. Морда длинная. Клыков две пары, задняя меньше. Глазницы крупные. Охотился иктидозухоид на мелких рептилий. Останки встречаются в породах зон Dicynodon — Lystrosaurus. Таким образом, иктидозухоиды могли пережить массовое вымирание.